# Koncern
En koncern er bestående af ét moderselskab, ofte et holdingselskab, med et eller flere datterselskaber.
Der foreligger en koncern, såfremt moderselskabet kontrollerer – i betydningen styrer – datterselskaberne, og det er ikke afgørende, om kontrollen eksisterer gennem ejerskab.
En koncern af aktie- eller anpartsselskaber skal som hovedregel aflægge koncernregnskab, et regnskab, som udarbejdes som om alle virksomhederne var én virksomhed. Dette indebærer, at de økonomiske effekter af koncerninterne transaktioner skal elimineres.

## Udbredelse
I Danmark var der ca. 57.000 koncerner i 2022 med tilsammen 162.000 firmaer (heraf 143.000 virksomheder, der var økonomisk aktive), der i alt havde lidt mere end en million ansatte. Til sammenligning var der samme år i alt 417.000 økonomisk aktive virksomheder i Danmark.

## Lovgivning
En koncern er efter dansk lov defineret i Kursgevinstloven § 4 stk. 2:
§ 4. Stk. 2. Ved koncernforbundne selskaber forstås
1. selskaber og foreninger m.v., hvor samme aktionærkreds ved fordringens erhvervelse eller på noget senere tidspunkt direkte eller indirekte ejer mere end 50 pct. af aktiekapitalen i hvert selskab,
2. selskaber og foreninger m.v., hvor samme aktionærkreds ved fordringens erhvervelse eller på noget senere tidspunkt direkte eller indirekte råder over mere end 50 pct. af stemmerne i hvert selskab,
3. en fond og selskaber, hvori fonden ved fordringens erhvervelse eller på noget senere tidspunkt direkte eller indirekte ejer mere end 50 pct. af aktiekapitalen i hvert selskab, eller
4. en fond og selskaber, hvori fonden ved fordringens erhvervelse eller på noget senere tidspunkt direkte eller indirekte råder over mere end 50 pct. af stemmerne i hvert selskab.

Aktionærer som nævnt i aktieavancebeskatningslovens § 11, stk. 3 anses ved bedømmelsen af aktionærkredsen som én og samme aktionær. Ved opgørelsen af stemmeandele ses bort fra stemmer, som alene er opnået ved stemmeretsoverdragelse i forbindelse med erhvervet sikkerhed i aktier.